# 波緣鐵甲蟲
波緣鐵甲蟲（学名：Dactylispa latipennis）为金花蟲科窄頸鐵甲蟲屬下的一个种。